# جورج س. آدامز
جورج س. آدامز (بالإنجليزية: George C. Adams)‏ هو لاعب كرة قدم أمريكية أمريكي، ولد في 24 أبريل 1863 في بوسطن في الولايات المتحدة، وتوفي في 13 يوليو 1900.